# リー・アイザック・チョン
リー・アイザック・チョン（Lee Isaac Chung, 1978年10月19日 - ）は、アメリカ合衆国の映画監督、脚本家、プロデューサー。

## 概要
ルワンダ語で撮影された長編映画デビュー作『Munyurangabo』（2007年）が第60回カンヌ国際映画祭で上映された。彼の半自伝的映画『ミナリ』（2020年）は2020年サンダンス映画祭で審査員大賞と観客賞を受賞した。彼は『ミナリ』により第78回ゴールデングローブ賞外国語映画賞も受賞した他、第93回アカデミー賞監督賞と脚本賞にもノミネートされた。

## 生い立ちと学歴
1978年10月19日にコロラド州デンバーで韓国系の家庭に生まれる。一家はジョージア州アトランタで短期間過ごした後、アーカンソー州リンカーンの田舎の小さな農場に移った。彼はリンカーン高校へと通った。
彼はアメリカ上院ユース・プログラムの同窓生である。生物学を学ぶためにイェール大学に通うが、4年生のときに映画製作者を目指すようになる。その後、ユタ大学で映画製作を学ぶ。

## キャリア
彼はルワンダを舞台とした映画『Munyurangabo』で長編監督デビューを果たす。これは妻のバレリーと共に訪れたルワンダの首都キガリの国際救援基地で交流した学生たちと協力して製作したものであり、ルワンダ虐殺を背景とする物語である。『Munyurangabo』は第60回カンヌ国際映画祭でプレミア上映された。その他にも釜山国際映画祭、トロント国際映画祭、ベルリン国際映画祭、ロッテルダム国際映画祭、ロジャー・イーバートのイーバートフェスト、ハリウッドのAFIフェスト、ニューヨークのリンカーン・センターとニューヨーク近代美術館で開催されたニュー・ディレクターズ/ニュー・フィルムズ映画祭で上映された。批評家に高評価された上、彼はインディペンデント・スピリット賞やゴッサム賞にノミネートされた。
2010年に長編監督第2作『Lucky Life』、2012年に第3作『Abigail Harm』は公開された。
2020年に監督・脚本を務めた半自伝的映画『ミナリ』が公開された。彼は2018年の夏にこの脚本を書いたが、その前の時点では映画製作を引退してインチョンにあるユタ大学のアジア・キャンパスで教職に就くつもりであった。
2020年、降板したマーク・ウェブに代わって日本のアニメ映画『君の名は。』の実写リメイク映画の監督に就任したが、2021年7月、スケジュールの都合でプロジェクトから降板した。彼はまたプランB及びMGM製作のニューヨークと香港を舞台とした恋愛映画を構想中である。

## フィルモグラフィ

### 長編映画
| 年   | 題名                            | 役割                                           | 備考                 |
| ---- | ------------------------------- | ---------------------------------------------- | -------------------- |
| 2007 | ムニュランガボ Munyurangabo     | 監督・脚本・製作・撮影・編集                   |                      |
| 2010 | ラッキー・ライフ Lucky Life     | 監督・脚本・製作・編集                         |                      |
| 2012 | アビゲイル・ハーム Abigail Harm | 監督・脚本・製作（クレジット無し）・撮影・編集 |                      |
| 2015 | I Have Seen My Last Born        | 監督・製作・撮影                               | ドキュメンタリー     |
| 2020 | ミナリ Minari                   | 監督・脚本                                     |                      |
| 2024 | ツイスターズ Twisters           | 監督                                           | ポストプロダクション |

### 短編映画
| 年   | 題名           | 役割                   |
| ---- | -------------- | ---------------------- |
| 2004 | Highway        | 監督・編集             |
| 2005 | Sex and Coffee | 監督・脚本・製作・撮影 |
| 2005 | Los coyotes    | 監督・脚本・撮影・編集 |

### テレビドラマ
| 年   | 題名                           | 役割 | 備考                                                                            |
| ---- | ------------------------------ | ---- | ------------------------------------------------------------------------------- |
| 2023 | マンダロリアン The Mandalorian | 監督 | Disney+オリジナルドラマ 監督: "チャプター19: 改心" カメオ: "チャプター21: 海賊" |

## 受賞とノミネート
| 年   | 映画祭・賞                                 | 部門                             | 候補作                   | 結果       | 参照   |
| ---- | ------------------------------------------ | -------------------------------- | ------------------------ | ---------- | ------ |
| 2007 | AFIフィスト                                | 審査員大賞                       | 『ムニュランガボ』       | 受賞       |        |
| 2007 | アミアン国際映画祭                         | SIGNIS賞                         | 『ムニュランガボ』       | 受賞       |        |
| 2007 | カンヌ国際映画祭                           | ある視点賞                       | 『ムニュランガボ』       | ノミネート |        |
| 2007 | カンヌ国際映画祭                           | カメラ・ドール                   | 『ムニュランガボ』       | ノミネート |        |
| 2007 | ゴッサム賞                                 | ブレイクスルー監督賞             | 『ムニュランガボ』       | ノミネート |        |
| 2008 | メキシコ・シティ国際コンテンポラリー映画祭 | 第1回作品賞                      | 『ムニュランガボ』       | 受賞       |        |
| 2008 | インディペンデント・スピリット賞           | サムワン・トゥ・ウォッチ賞       | 『ムニュランガボ』       | ノミネート |        |
| 2008 | サラソタ映画祭                             | ナラティブ映画賞                 | 『ムニュランガボ』       | 受賞       |        |
| 2010 | ブラチスラヴァ国際映画祭                   | グランプリ                       | 『ラッキー・ライフ』     | ノミネート |        |
| 2010 | トライベッカ映画祭                         | ナラティブ映画賞                 | 『ラッキー・ライフ』     | ノミネート |        |
| 2013 | CAAMフェスト                               | ナラティブ映画賞                 | 『アビゲイル・ハーム』   | ノミネート |        |
| 2013 | ロサンゼルス・アジア太平洋映画祭           | 監督賞 (ナラティブ作品)          | 『アビゲイル・ハーム』   | 受賞       |        |
| 2013 | ロサンゼルス・アジア太平洋映画祭           | ナラティブ作品賞                 | 『アビゲイル・ハーム』   | 受賞       |        |
| 2015 | ロサンゼルス・アジア太平洋映画祭           | ドキュメンタリー作品賞           | I Have Seen My Last Born | ノミネート |        |
| 2020 | シカゴ映画批評家協会賞                     | ミロス・ステリック有望映画作家賞 | 『ミナリ』               | ノミネート |        |
| 2020 | ドーヴィル・アメリカ映画祭                 | 特別大賞                         | 『ミナリ』               | ノミネート |        |
| 2020 | フロリダ映画批評家協会                     | 監督賞                           | 『ミナリ』               | ノミネート |        |
| 2020 | フロリダ映画批評家協会                     | 脚本賞                           | 『ミナリ』               | 受賞       |        |
| 2020 | ノースカロライナ映画批評家協会             | オリジナル脚本賞                 | 『ミナリ』               | 受賞       |        |
| 2020 | サンダンス映画祭                           | 審査員賞 (米国劇作品)            | 『ミナリ』               | 受賞       | [ 17 ] |
| 2020 | サンダンス映画祭                           | 観客賞 (米国劇作品)              | 『ミナリ』               | 受賞       | [ 17 ] |
| 2021 | ゴールデングローブ賞                       | 外国語映画賞                     | 『ミナリ』               | 受賞       | [ 18 ] |
| 2021 | ナショナル・ボード・オブ・レビュー         | オリジナル脚本賞                 | 『ミナリ』               | 受賞       | [ 19 ] |
| 2021 | インディペンデント・スピリット賞           | 作品賞                           | 『ミナリ』               | ノミネート | [ 20 ] |
| 2021 | インディペンデント・スピリット賞           | 監督賞                           | 『ミナリ』               | ノミネート | [ 20 ] |
| 2021 | インディペンデント・スピリット賞           | 脚本賞                           | 『ミナリ』               | ノミネート | [ 20 ] |
| 2021 | サンディエゴ映画批評家協会賞               | オリジナル脚本賞                 | 『ミナリ』               | 受賞       | [ 21 ] |
| 2021 | トロント映画批評家協会                     | 作品賞                           | 『ミナリ』               | ノミネート |        |
| 2021 | トロント映画批評家協会                     | 監督賞                           | 『ミナリ』               | ノミネート |        |
| 2021 | トロント映画批評家協会                     | 脚本賞                           | 『ミナリ』               | 受賞       |        |
| 2021 | クリティクス・チョイス・アワード           | 監督賞                           | 『ミナリ』               | ノミネート | [ 22 ] |
| 2021 | クリティクス・チョイス・アワード           | 脚本賞                           | 『ミナリ』               | ノミネート | [ 22 ] |
| 2021 | クリティクス・チョイス・アワード           | 外国語映画賞                     | 『ミナリ』               | 受賞       | [ 22 ] |
| 2021 | 全米監督協会賞                             | 長編映画監督賞                   | 『ミナリ』               | ノミネート | [ 23 ] |
| 2021 | 英国アカデミー賞                           | 非英語作品賞                     | 『ミナリ』               | ノミネート |        |
| 2021 | 英国アカデミー賞                           | 監督賞                           | 『ミナリ』               | ノミネート |        |
| 2021 | アカデミー賞                               | 監督賞                           | 『ミナリ』               | ノミネート |        |
| 2021 | アカデミー賞                               | 脚本賞                           | 『ミナリ』               | ノミネート |        |